# Xã Reynolds, Quận Greene, Arkansas
Xã Reynolds (tiếng Anh: Reynolds Township) là một xã thuộc quận Greene, tiểu bang Arkansas, Hoa Kỳ. Năm 2010, dân số của xã này là 98 người.